# Högerextremism

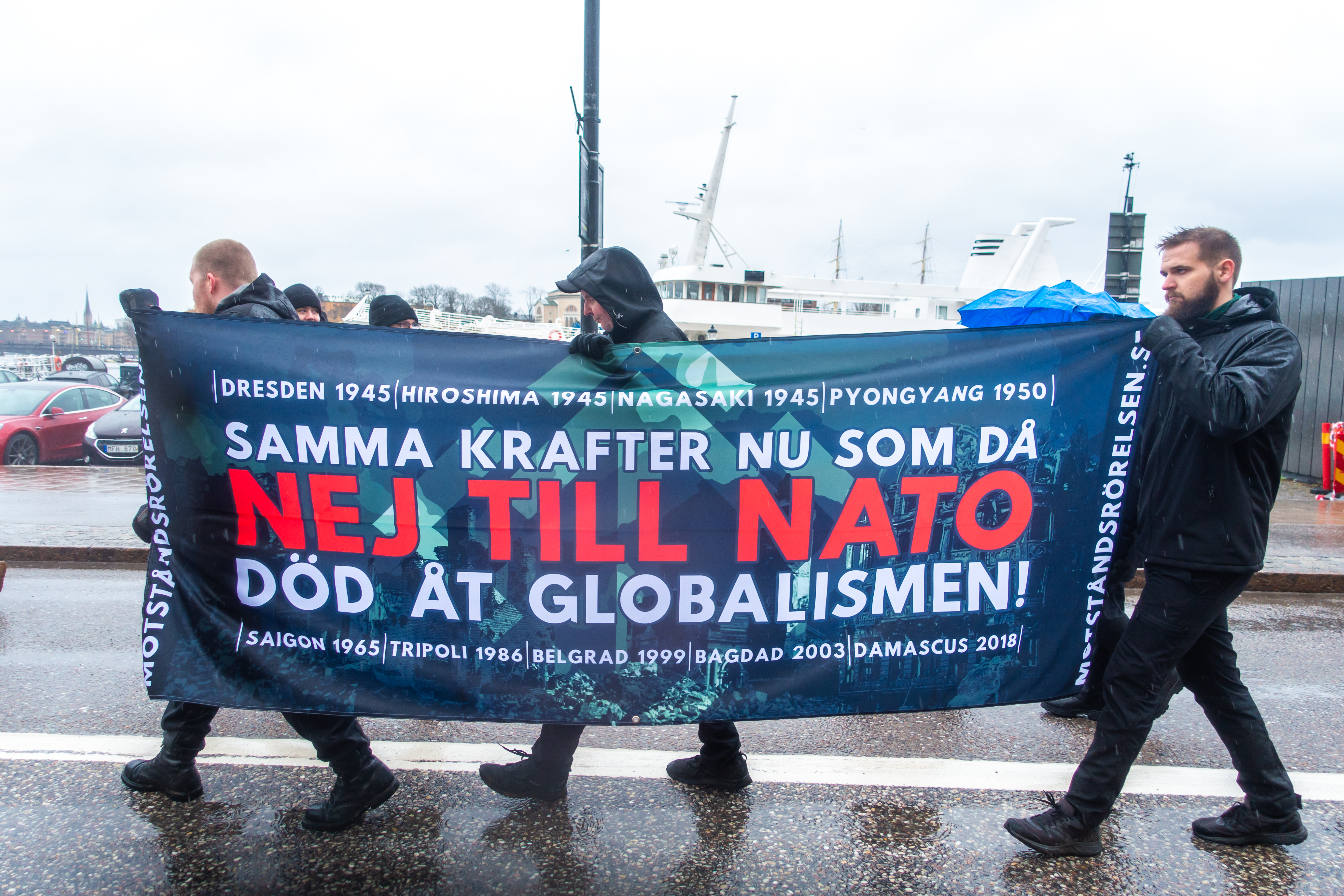
Nordiska motståndsrörelsen i en anti-Nato-demonstration den 14 april 2024.

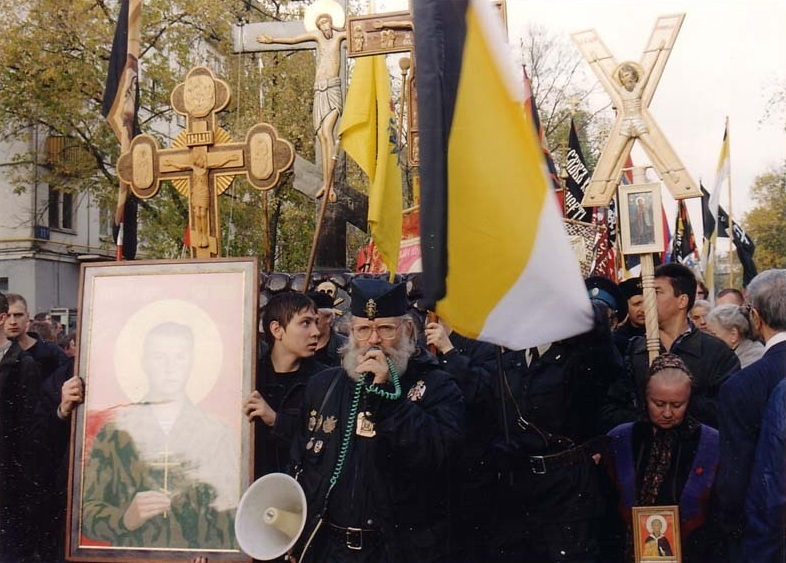
Ortodoxa fanbärarnas union genomför en procession i Moskva, Ryssland i oktober 2003.

Högerextremism, ultrahöger och extremhögern är benämningar för politiska åsikter och värderingar som befinner sig långt till höger på den politiska vänster-höger-skalan. Begreppen saknar oomstridd samhällsvetenskaplig definition, är relativa och normativa och är beroende på tid och plats. 
Vanligt i Europa är att antidemokratiska idéer och/eller våldsamma metoder är särskiljande för politisk extremism. Högerextremism syftar generellt i Europa på rörelser eller partier som uttrycker rasistiska eller ultranationalistiska åsikter och motsätter sig den liberala demokratins principer om jämlikhet och tolerans.
 

Skillnaden mellan extremhögern och högerradikalism brukar beskrivas som att den senare avser radikala idéer inom den politiska demokratin, medan extremhögern avfärdar demokratin och hela statsskicket.
| ”                                                      | Populism är inte mot demokrati, vilket extremhögern i regel är | „ |
| – Niko Hatakka, forskare i populism och högerextremism |                                                                |   |

## Definitioner och begrepp
Högerextremism är ett mångtydigt begrepp och har som sådant en rad olika definitioner utifrån olika perspektiv. Det finns även en rad närliggande begrepp som behöver avgränsas när högerextremism ska definieras.

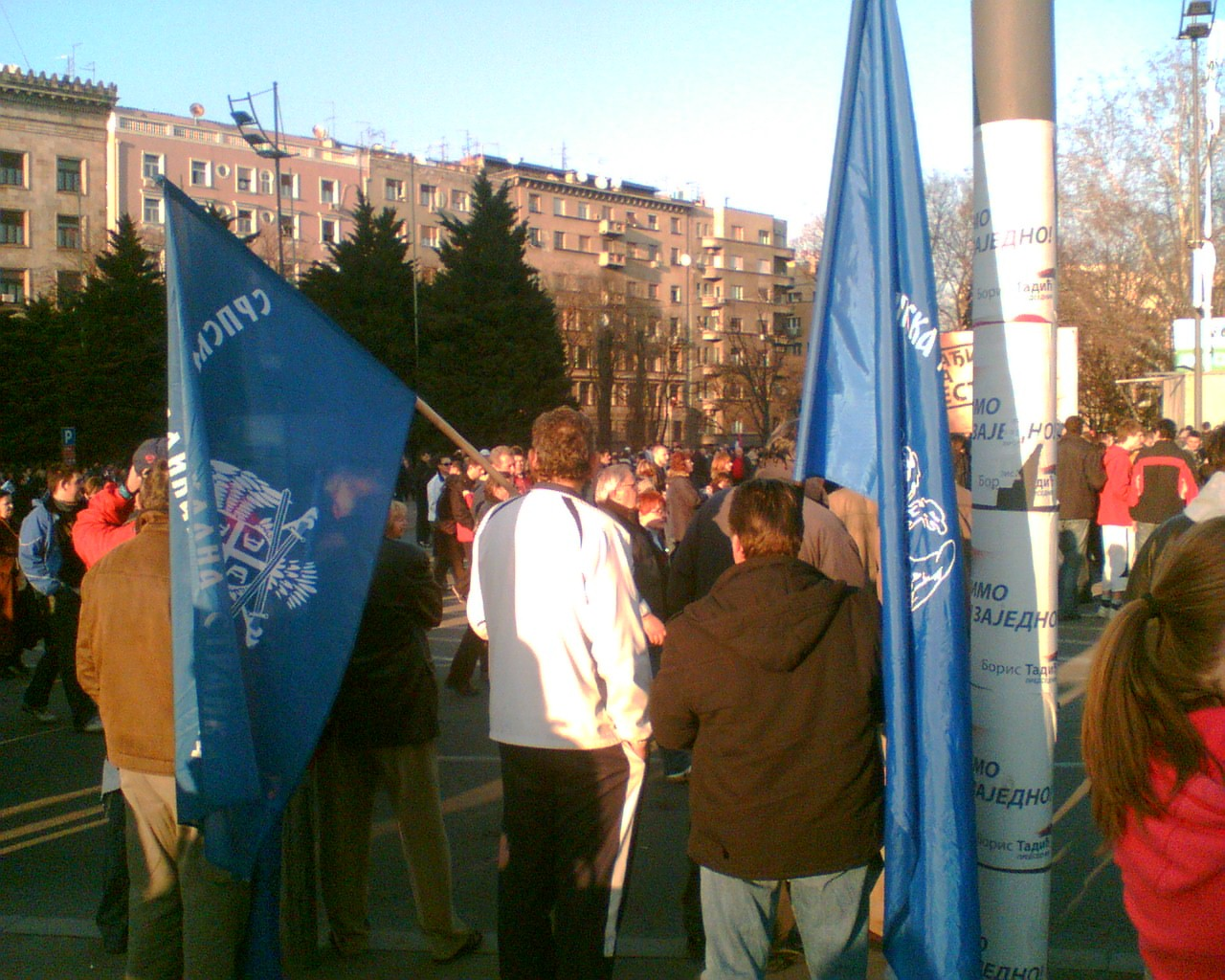
Två medlemmar från det Serbiska radikala partiet i en demonstration den 21 februari 2008 mot Kosovos självständighet den 17 februari samma år.

Enligt Nationalencyklopedin innebär högerextremism "förfäktandet av högerståndpunkter och värderingar som ligger utanför vad som är förenligt med politisk demokrati." Oxford English Dictionary definierar högerextremism som åsikter på den extrema högerkanten, kännetecknande för grupp eller parti som representerar eller uttrycker extrema högeråsikter.
I boken Extremhögern (1991) av Anna-Lena Lodenius och Stieg Larsson introduceras två huvudvarianter av högerextremism: ultrahöger och fascister. Skillnaden är att de förra accepterar demokratins grundprinciper medan fascister medvetet avvisar ett demokratiskt statsskick.
Historikern Heléne Lööw definierar begreppet högerextremism under 1900-talets första hälft enligt dessa kriterier:
- Antikonservatism endast i en mycket begränsad omfattning.
- Antidemokratisk inställning syftande till att återupprätta monarkin.
- Ideologin är grundad på rationalism och religion och avvisar all form av irrationalitet och känslosamhet.
- Maktbasen består av den traditionella samhällseliten.
- Det strategiska målet är inte att skapa en politisk massmobilisering.
- Social revolution eftersträvas inte.
- Man förlitar sig på armén och är villiga att acceptera ett militärt styre.
- Alla tankar på en folk- eller partiarmé avvisas.

Högerextremism inkluderar vanligen auktoritarism och nativism (en term som används av forskare för att hänvisa till etnocentriska uppfattningar som rör invandring och nationalism, exempelvis att bevara statusen för vissa etablerade invånare i en nation till skillnad från invandrare).
Termen högerextremism vann mark under 1980-talet som parallell till vänsterextremism och åsyftade då rörelser som ansågs motarbeta värden som demokrati, jämlikhet och lika rättigheter och på så vis påminna om reaktionära, konservativa krafter som motsatt sig införandet av ett samhälle byggt på dessa värden. Säkerhetspolisen och BRÅ konstaterade 2009 att termen är problematisk eftersom det finns inslag av vänsterretorik hos vissa grupper som klassas som högerextremistiska och dessa kan ha starka inslag av antikapitalism. Trots detta använder sig Säkerhetspolisen av begreppet för att beskriva vad de benämner som den "högerextremistiska miljön".
Begreppet omfattar en rad olika rörelser och miljöer som nynazism, nyfascism, den alternativa högern, vit nationalism och tredje positionen. Begreppet används sällan av grupper för att beskriva de egna politiska uppfattningarna.

### Extremism
Samhällsvetenskapen har ingen entydig definition av extremism och därmed inte heller av högerextremism. Termen extremism har kritiserats av forskare som vag och att den kan användas pejorativt av journalister och politiker för att markera en gräns mot åsikter som vid var tid anses oacceptabla i kontexten av dominerande föreställningar och maktförhållanden. Termen extremist används enligt Uwe Backes, tysk professor specialiserad i politisk extremism, för att stigmatisera och utdefiniera politiska grupper vars idéer står i motsättning till dem som för tillfället innehar eller dominerar den politiska makten. Begreppet extremism är relativt och normativt och förändras över tid.
| ”                                      | Extremism används för att markera politiska legitimitetsgränser, för att utdöma ovärdighet och benämna faror. Utpekandet av det extrema är en del av normaliseringsdiskurser, i vilka majoritetssamhället ständigt återspeglar sin normalitet och sin mittenposition. | „ |
| – Uwe Backes, 2010, Political extremes | |   |

### Avgränsning

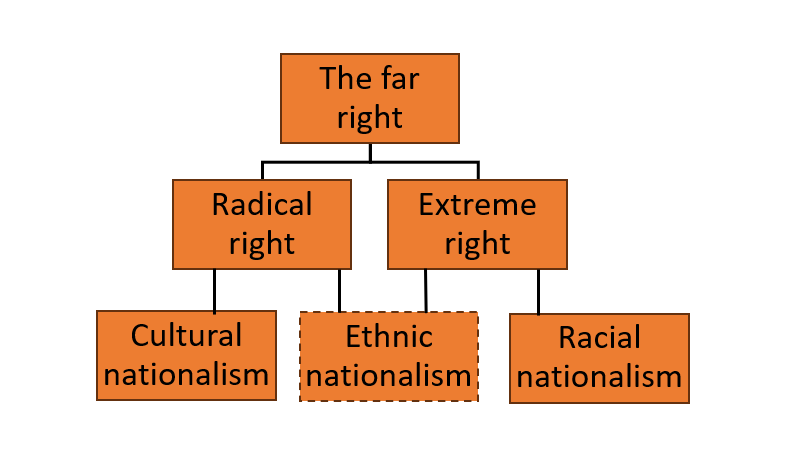
Ett diagram som visar förhållandet mellan olika högerextrema inriktningar

Bjørgo och Ravndal har i samarbete med andra forskare som studerar högerextremism, försökt göra en begreppskarta mellan olika närliggande begrepp relaterade till högerextremism. Enligt deras sammanställning utgör högerextremism (the far right) ett paraplybegrepp med två förgreningar nedåt: högerradikalism (radical right) och extremhöger (extreme right). I sin tur finns det två underkategorier vardera till de båda inriktningarna. Högerradikalism förgrenar sig vidare till kulturell nationalism och etnisk nationalism, medan extremhögern förgrenar sig till etnisk nationalism och rasnationalism. Båda huvudgrenarna kan alltså mynna ut i etnisk nationalism.

## Etymologi
Ordet högerextremism kommer av franskans l'extrême droite (år 1819 eller tidigare) i politiska sammanhang.

## Ideologi
Högerextremismen innebär oftast ett fokus på traditioner i motsats till en politik och sedvänjor som betraktas som modernistiska. De har inslag av socialkonservatism och står i opposition till liberalism och socialism. Termen används vanligen för att beskriva fascism, nyfascism och andra ideologier och organisationer som uttrycker extrem nationalism, chauvinism, främlingsfientlighet, rasism eller reaktionära ståndpunkter. Vissa högerextrema rörelser, som exempelvis nazismen, har genomfört förtryck mot och folkmord på grupper som de ansett varit underlägsna "raser" eller ett hot mot nationen eller staten.
I kulturfrågor, betonas starkt den inhemska kulturen och traditionen. Detta hindrar dock inte ett internationellt kulturellt utbyte högerextrema anhängare emellan inom västervärlden; så kallad vit makt-musik produceras följaktligen i hela västvärlden.
I ekonomiska frågor är de korporativistiska ståndpunkterna och motståndet mot storföretag och internationell företagsamhet ofta centrala.

### Högerextremism och den politiska högern
Termen högerextremism har ansetts problematisk då både begreppet "höger" och "extremism" är svårdefinierat. Forskare har påpekat att personer från olika delar av vänster-högerskalan dras till rörelser som kan karakteriseras som högerextrema. Även termen "extremism" kan anses problematiskt, åtminstone om man inte definierar en referenspunkt för det extrema. Samtidigt menar forskare att användandet av deltermen höger är motiverat då personer i högerextrema miljöer vill skapa hierarkiska relationer mellan olika sociala grupper - inte minst på etnisk eller rasmässig grund - i likhet med andra politiska ideologier på högerkanten.

### Revolutionära grupper
Beteckningen högerextremism kan specifikt syfta på åsikter som anses ligga utanför den värdegrund som ett marknadsliberalt parti eller ett konservativt parti har. I grund och botten varken respekterar eller accepterar extremisterna ett demokratiskt politiskt system eftersom de avvisar såväl vissa partier som grupper av människor med rösträtt. Man kan skilja på högerextremistiska grupper som kan omfatta populistiska nationalistpartier och våldsbejakande högerextremistiska grupper. De senare är våldsbejakande och antidemokratiska extremistgrupper med en världsbild där hat är drivkraften och våld det legitima medlet. Gränsdragningen mellan våldsbejakande och icke-våldsbejakande högerextremistiska grupper är dock svår att göra. Företrädare har varit militanta, revolutionära och utomparlamentariska grupperingar som verkar helt eller till stor del utanför den politiska demokratin och inte värdesätter dess spelregler. Högerextremism brukas i vissa sammanhang främst på personer eller grupper som förespråkar någon form av rasideologi där nazism kan vara en betydande del. Motstånd till universella värden som FN:s konvention om mänskliga rättigheter eller idén om likhet inför lagen har varit framträdande inom högerextremism.

### Politiska grupperingar
Termen används för att beskriva politiska grupperingar, rörelser och partier som är svåra att placera inom konventionell högerpolitik. De frågor som anses höra till högerextremism är ofta sociokulturella frågor som berör synen på medborgarskap och invandring, lag och ordning samt familjen. Nätverket Stoppa pedofilerna är ett exempel på vad företrädarna ser som civil olydnad. Inom ekonomiska frågor skiljer man sig åt, men sedan 1990-talet har mittenpositionen med försvar av välfärdsstaten dominerat, en hållning som föregicks i det fascistiska Italien och Nazitysklands omfattande sociallagstiftning för den "lojala" befolkningen.

## Förekomst runt om i världen

### Sverige

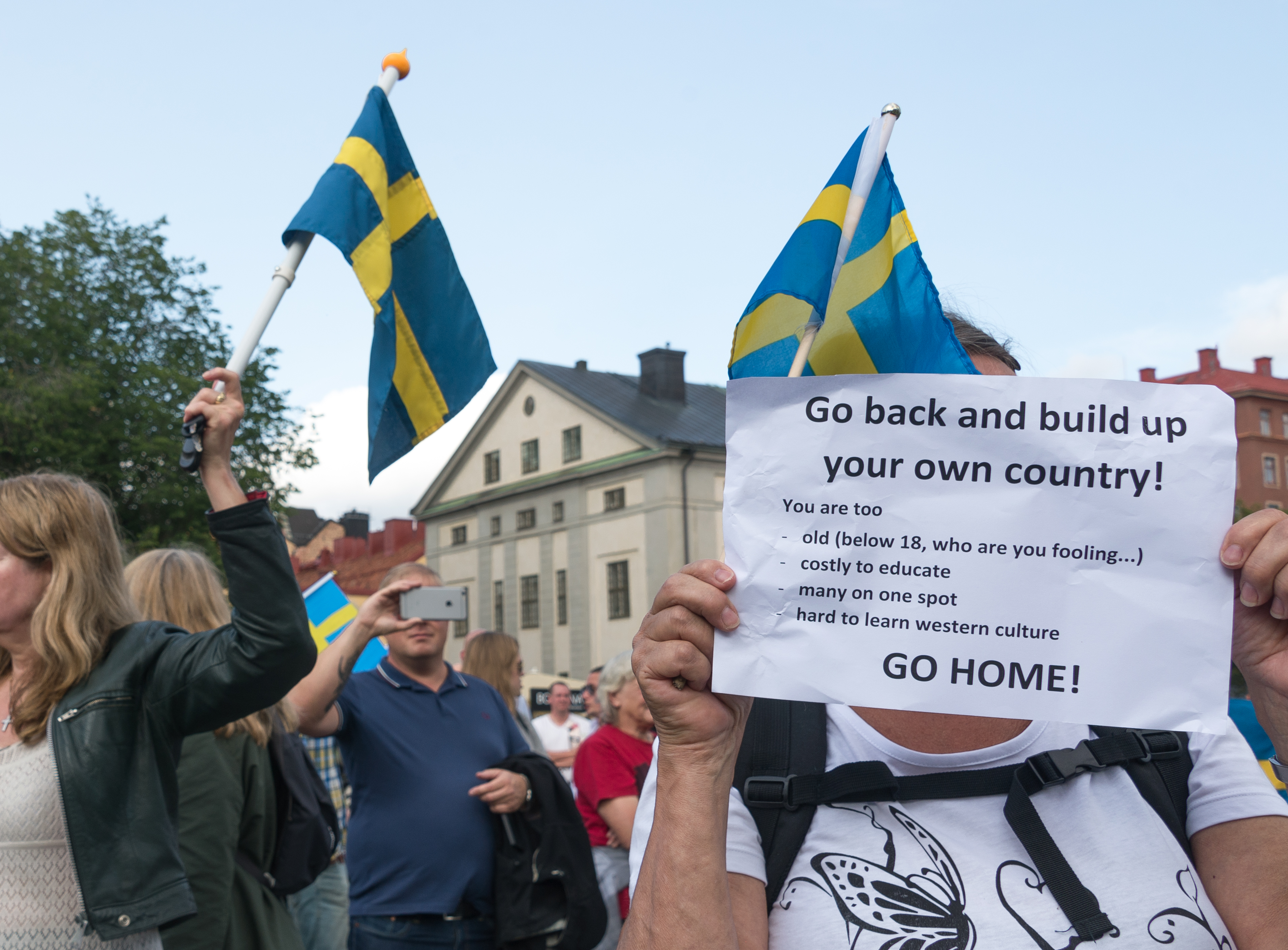
Högerextrem demonstration mot ensamkommande flyktingbarn på Medborgarplatsen i Stockholm 2017.

I Sverige har Nordiska Motståndsrörelsen klassats som högerextremt. Även partiet Alternativ för Sverige har klassats som högerextremt.
I samband med riksdagsvalet 2022 visade en granskning av riksdagspartiernas kandidater att 289 personer kunde kopplas till högerextrema uttalanden och stöd till högerextrema rörelser. Det kunde t.ex. röra sig om att ha dömts för hets mot folkgrupp eller ha deltagit på evenemang som anordnats av en högerextrem organisation. En övervägande del av medlemmarna som hade uttryckt sympati för högerextrema åsikter kandiderade för Sverigedemokraterna, näst flest kandiderade för Socialdemokraterna och på tredje plats Kristdemokraterna och Moderaterna.

### Högerextremism i samtida demokratier
Statsvetaren Cas Mudde menar att oavsett om de högerextrema grupperna är att betrakta som antidemokratiska eller inte, finns inget tvivel om att det finns allvarliga spänningar mellan den extrema högern och de västerländska demokratierna. De mest extrema högergrupperna är starkt kritiska till nyckelkomponenter i den liberala demokratin samtidigt som den liberala demokratin tenderar att behandla extremhögern som ett ovälkommet inslag eller hot. De högerextrema ställs därför inför ett "anpassningsdilemma". För att bli accepterad av de vanliga etablerade partierna och därigenom förhindra statlig repression mot sin organisation krävs en moderering de mest extrema dragen i partiets politik, men för att tillfredsställa de mest hårdföra medlemmarna och behålla en tydlig profil behöver de fortsätta vara extrema.
Angående de högerextrema partiernas anpassningsdilemma visar jämförande studier hur partierna försöker hantera den inneboende spänningen mellan att å ena sidan anpassa sig till de vanliga politiska partierna och fortsatt behålla sin extrema politik. Utifrån studierna av partierna Front National (Frankrike), FPÖ (Österrike), Vlaams Blok (Belgien) och Nationella alliansen (Italien) fann statsvetaren Alexandre Déze att samtliga partier försökte anpassa sig till det demokratiska systemet, men att det alltid ledde till interna problem.
I Italien integrerades den extrema högern och var ovillkorligt accepterad av Silvio Berlusconis högerparti, Forza Italia, vilket resulterade i regeringsmedverkan och en transformering av det nyfascistiska Italienska sociala rörelsen (MSI) till postfascistiska Nationella alliansen.
I Österrike blev FPÖ accepterad med förbehåll av den vanliga högern, exempelvis av det Österrikiska folkpartiet. Under tiden i regeringen dämpade partiet sin mest extrema politik vilket ledde till intern splittring i partiet.
I Frankrike är den politiska miljön generellt fientlig mot Front National, även om partiet fick visst stöd av det gaullistiska partiet Samling för Republiken. På lokal nivå kunde det dock hända att partiet bjöds in till samarbeten. Franska högern var dock splittrad i frågan om att samarbeta med Front National och inuti partiet uppstod fraktionsstrider mellan Jean-Marie Le Pen, som ville hålla partiet renlärligt och inte närma sig "etablissemanget", och Bruno Mégret, som ville söka kompromisser för att nå framgång. Det resulterade i att Front National splittrades i två olika organisationer, Front National och Mouvement National Républicain. På grund av splittringen försvagades den franska extremhögern betänkligt.
I Belgien är den politiska miljön närmast helt fientligt inställd till Vlaams Blok. Alla stora demokratiska flamländska deltar i en bojkott av partiet kallad "karantänlinjen", och att inga politiska överenskommelser ska slutas med Vlaams Blok. Karantänen går igenom alla politiska nivåer, från lokal till övernationell politisk nivå. Detta har möjliggjort att partiet inte behövt anpassa sin politik för att vinna förtroende hos de etablerade partierna, vilket har resulterat i att partiet är internt enigt och ideologiskt radikalt.
Enligt Cas Mudde ser det ut på ett liknande sätt i Nederländerna, Tyskland och Storbritannien, med en informell karantänlinje mot Frihetspartiet, Tysklands nationaldemokratiska parti, British National Party. Sedan 2010 har dock Frihetspartiet lovat att ge sitt stöd till den borgerliga minoritetsregeringen.

## Högerextremistiska partier
Den tyska statsvetaren Klaus von Beyme beskriver tre historiska faser i utvecklingen av högerextremistiska partier i Västeuropa efter andra världskriget:
- 1945 till mitten av femtiotalet: Högerextremistiska partier var marginaliserade, i stället för att ha någon politisk betydelse var deras främsta mål att överleva. Högerextremistisk politik var misskrediterad av nazism och politiskt isolerad.
- Mitten av femtiotalet till sjuttiotalet: Den så kallade "Populist Protest Phase" (översättning: Populistiska protestfasen) dök upp med sporadiska valframgångar. Egenskaper hos de högerextremistiska partier i denna fas var en karismatisk ledare och en djup motvilja mot det politiska etablissemanget, "vi” mot ”de", "de" är politiker och byråkrater.
- Åttiotalet: valframgångar för högerextremistiska partier konsolideras, medan de upptäckte invandring som ett huvudmål.

Anders Widfeldt hävdar att det finns en fjärde fas, som han kallar legitimacy phase. Fasen börjar kring år 2000 och kännetecknas av det följande:
- högerextremistiska partier vinner politisk legitimitet genom formell eller informell medverkan i regeringen (FPÖ i Österrike, Lijst Pim Fortuyn i Nederländerna).
- Högerextremistiska ämnen läggs på den politiska dagordningen och tas över av andra partier.
- Welfare chauvinism (Välfärdschauvinism).
- Kritik mot invandringen är fortfarande en central ideologisk del, men högerextremistiska partier fokuserar alltmer på kritik mot islam och den påstådda "islamisering" av europeiska länder (och den upplevda faran med densamma)